# قورباغه پلنگی جنوبی
قورباغه پلنگی جنوبی (نام علمی: Lithobates sphenocephalus) نام یک گونه از تیره قورباغه‌های اصلی است.